# تاریخ اتریش
تاریخ اتریش شامل تاریخ اتریش و حکومت‌های پیشین آن از اوایل عصر سنگ تا عصر کنونی می‌باشد. عنوان کنونی اتریش از سال ۹۹۶ میلادی هنگامی که بخشی از دوک‌نشین بایرن بود، مورد استفاده قرار می‌گیرد.

## دوران ماقبل تاریخ و آغاز تاریخ
آغاز زندگی پیشنیان ساکن در آن به عصر سنگ بازمی‌گردد. منطقه کنونی اتریش از دوران پارینه‌سنگی (تا حدود ۸۰۰۰ پیش از میلاد) مورد سکونت بوده‌است. در حدود سال ۴۰۰ پیش از میلاد سلت‌ها در کوه‌های آلپ شرقی ساکن شدند. از حدود سال ۲۰۰ پیش از میلاد رومی‌ها به منطقه سیطره یافتند و تا ۱۵ پیش از میلاد منطقه تحت سلطه آنها بود. رومیان اتریش کنونی را نوریکوم می‌نامیدند.

## سده‌های میانی
در پایان سده سیزدهم میلادی خاندان هابسبورگ بر اتریش چیره شد و تا سده بیستم میلادی بر آن حکومت راند.

## ماریا ترزا و اصلاحات

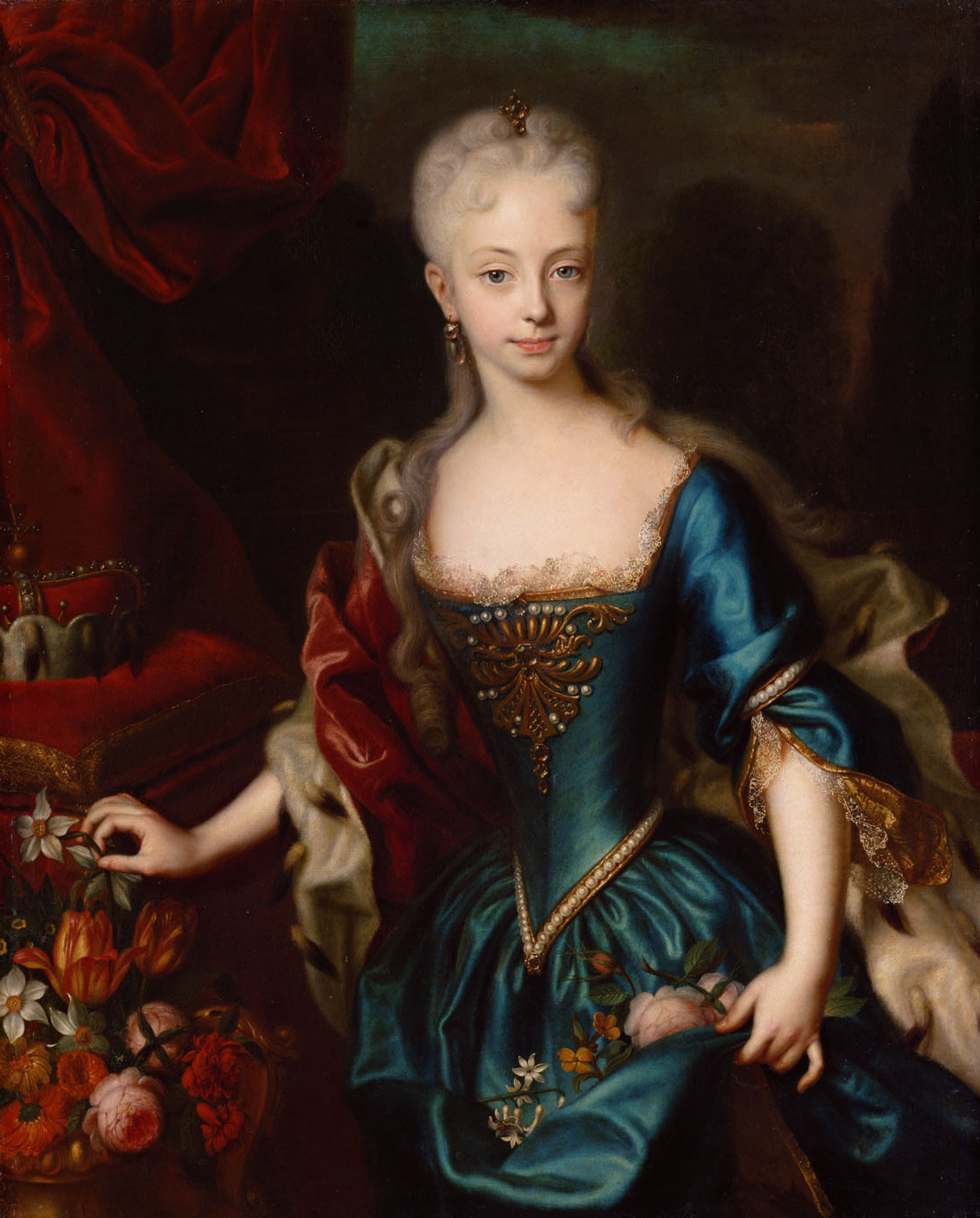
ماریا ترزا، اتریش (در جوانی)

در حالی که کشور در وضعیتی درهم‌ریخته و شکست‌خورده از دو جنگ بود، پس از مرگ پدرش، در حالی که خزانه خالی بود و تنها ۸۰٬۰۰۰ سرباز در کل کشور در خدمت وی بودند، ماریا ترزا در ۲۳سالگی به سلطنت رسید. وی دست به یک سری اصلاحات دامنه‌دار زد. او نظام مالیاتیِ اتریش را اصلاح کرد و قوانین بلندمدت و منصفانهٔ مالیاتی وضع نمود. معافیت مالیاتی نجبا را ملغی کرد و مالیات فقرا و دهقانان را کاهش داد. ساختار ادارات دولتی را اصلاح کرد و دیوان محاسبات مرکزی و نیز سیستم دادرسی یکسان برای کل ایالات امپراتوری اتریش وضع نمود. این اصلاحات باعث بهبود اوضاع اقتصادی و نیز افزایش وحدت بین ایالات مختلف امپراتوری شد. پس از مرگ ماریا ترزا در سال ۱۷۸۰، اصلاحات وی با دقت و تدبیر افزون‌تری توسط پسرش پیگیری شد.

## جنگ‌های ناپلئونی
با وقوع انقلاب کبیر فرانسه و سقوط پادشاهی لوئی شانزدهم، حکومت جمهوری در فرانسه شکل گرفت. امپراتوری اتریش که از این اتفاقات احساس خطر می‌کرد، به جمهوری فرانسه اعلان جنگ داد. درحالی که ارتش فرانسه انسجام کاملی نداشت اما اتریش در چند نقطه مغلوب شد. این حادثه برای سایر امپراتوری‌ها و پادشاهی‌های اروپا از جمله پادشاهی پروس و امپراتوری روسیه نیز وحشتناک بود. در نتیجه ائتلاف اول بین سه پادشاهی شکل گرفت ولی با ظهور ناپلئون بناپارت شکست سنگینی از جمهوری فرانسه متحمل شد. اتریش مناطق وسیعی در جنوب کوه‌های آلپ و منطقه لمباردی را از دست داد. بعد از فروپاشی امپراتوری مقدس روم در سال ۱۸۰۶، امپراتوری اتریش تشکیل شد
این وقایع موجب شکل‌گیری ائتلاف دوم با حضور امپراتوری اتریش، پادشاهی پروس و امپراتوری روسیه و همچنین حمایت‌های ویژه امپراتوری بریتانیا علیه امپراتوری فرانسه شد که منجر به شکست امپراتوری فرانسه و ناپلئون در دو مرحله گردید. کنگره وین در سال ۱۸۱۴ موجب بازگشت مناطق از دست رفته اتریش و بازگشت مرزهای فرانسه به قبل از سال ۱۷۹۲ شد.

## جنگ جهانی دوم

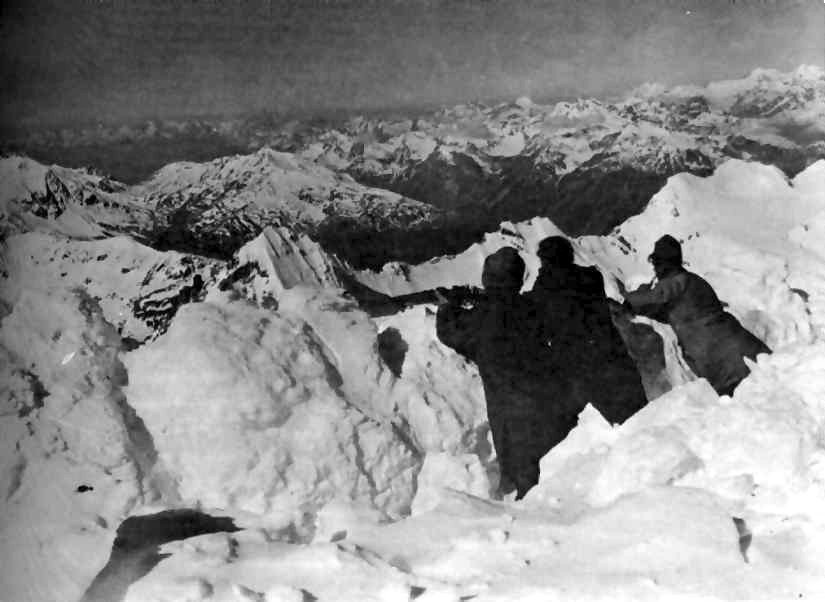
سنگر اتریش_مجارستان در قله اورتلر (در رشته‌کوه آلپ) در طول جنگ جهانی اول - سال ۱۹۱۷.

در واپسین روزهای جنگ جهانی دوم، با عقب‌نشینی نیروهای آلمانی، قوای ارتش سرخ شوروی روز ۲۹ مارس سال ۱۹۴۵ وارد خاک اتریش شدند و با پیشروی مستقیم به سمت وین پس از یک نبرد یک هفته‌ای این شهر را به اشغال خود درآوردند. مارشال فیودور تولبوخین، فرمانده نیروهای محلی شوروی روز ۱۲ آوریل اعلام کرد ارتش سرخ با اتریشی‌ها نمی‌جنگد بلکه آمده‌است تا این کشور را به صورت مستقل در قالب مرزهای پیش از سال ۱۹۳۸ بازیابی کند. با این حال، در صورتی از جنایت جنگی، اشغالگران تعداد زیادی از بانوان اتریشی را مورد تجاوز جنسی قرار دادند. تجاوزهای صورت گرفته محدود به سن و جایگاه اجتماعی خاصی نبود؛ گزارش شده‌است روس‌ها به زنانی تا سن هشتاد سال نیز تجاوز کرده‌اند. در نتیجه طبیعی این حوادث تعدادی از قربانیان اقدام به خودکشی کردند، بسیاری گرفتار بیماری‌های آمیزشی شدند و عده‌ای آبستن و دچار سقط جنین گشتند.
متفقین غربی نیز در نهایت اواخر ماه آوریل از جانب غرب و جنوب وارد به خاک اتریش رسیدند. آمریکایی‌ها اینسبروک، زالتسبورگ و لینتس را اشغال کردند و بریتاینایی‌ها بر کرنتن و اشتایرمارک مسلط شدند. فرانسوی‌ها هم اوایل ماه مه برگنتس را تیرول علیا تصرف نمودند. تا هنگام تسلیم آلمان در روز ۸ مه، تمامی اتریش به اشغال خارجی درآمد. با وجود قرار گرفتن در اراضی تحت اشغال ارتش سرخ، شهر وین بین چهار کشور متفق تقسیم شد.

## پس از جنگ
پس از پایان جنگ روز ۲۶ آوریل سال ۱۹۴۵ یک دولت موقت متشکل از کمونیست‌ها و محافظه‌کاران اما غالباً تحت سلطه سوسیالیست‌های میانه‌رو به رهبری کارل رنر در اتریش تشکیل شد. این دولت اعلام کرد آنشلوس باطل است و حاکمیت به قانون اساسی ۱۹۲۰ بازخواهد گشت. روز بعد بیانه استقلال مجدد از آلمان امضا شد. بدین شکل «جمهوری دوم اتریش» برقرار گردید. با وجود به رسمیت شناخته شدن دولت رنر توسط شوروی، متفقین غربی فعلاً از این عمل اجتناب کردند.
پس از پایان جنگ سرد بی‌طرفی اتریش تغییر یافت و با ملحق شدن این کشور به اتحادیه اروپا در روز ۱ ژانویه سال ۲۰۰۵ و امضای عهدنامه‌های متعدد از جمله پیمان‌نامه دفاعی اروپا، اتریش دیگر عملاً یک کشور بی‌طرف محسوب نمی‌شود.